# Suran (Sistan i Beludżystan)
Suran (perski: سوران) – miasto w Iranie, w ostanie Sistan i Beludżystan. W 2006 roku liczyło 9966 mieszkańców.